# 飯田哲也 (環境学者)
飯田 哲也（いいだ てつなり、1959年（昭和34年）1月8日 - ）は、日本のエネルギー学者、政治活動家。認定NPO法人環境エネルギー政策研究所所長。日本総合研究所主任研究員、自然エネルギー財団業務執行理事、大阪府市特別顧問、日本未来の党代表代行などを務めた。

## 経歴
1959年（昭和34年）、山口県都濃郡都濃町（現：周南市）に生まれる。周南市立中須小学校、山口県立徳山高等学校理数科を経て、1977年（昭和52年）、京都大学工学部原子核工学科に進む。在学中はワンダーフォーゲル部に所属し、年間100日くらい山に入っていたという。1983年（昭和58年）、京都大学大学院工学研究科原子核工学専攻修士課程修了。同年、神戸製鋼へ入社する。
電力中央研究所への出向を通じて「原子力村(飯田による造語である)」の実情に接し、矛盾を感じて退職。スウェーデンに留学し、エネルギーと暮らしの現場を訪ね歩き「原子力村」と向き合う覚悟が固まるに至る。1990年（平成2年）から約2年間、同国のルンド大学環境エネルギーシステム研究所客員研究員を務めた。1996年（平成8年）、東京大学先端科学技術研究センター博士課程単位取得満期退学。2000年（平成12年）、NPO法人環境エネルギー政策研究所を設立して所長に就任する。その後は中央環境審議会、総合資源エネルギー調査会、東京都環境審議会などの委員を歴任。
民主党政権樹立後、鳩山由紀夫内閣時には中期目標達成タスクフォース委員、および行政刷新会議の事業仕分け人に指名された。また、環境省中長期ロードマップ委員、規制改革会議グリーンイノベーション分科会委員、環境未来都市委員などを歴任。2011年（平成23年）3月11日の東北地方太平洋沖地震（東日本大震災）後はエネルギー戦略・原子力戦略として自然エネルギーの活用を主張（飯田は一連の方策を「戦略的エネルギーシフト」と命名）し、同年10月より野田内閣のもとで総合資源エネルギー調査会基本問題委員会委員、内閣官房原子力事故再発防止顧問会議委員に就任。
グリーン電力証書を扱うエナジーグリーン株式会社、おひさまエネルギーファンド株式会社などを創業し、それぞれ取締役を務めた。民主党政権樹立後には公職の比重が増したため非営利性を立証するため2012年にそれらの取締役をすべて辞した。なお、エナジーグリーン株式会社は2016年6月末を持ってネクストエナジー・アンド・リソース株式会社に業務統合。
2012年（平成24年）1月、大阪市の橋下徹市長より特別顧問に任命される。2月、大阪府特別顧問を兼務。
同年6月8日付の地域紙・日刊新周南は、飯田が7月12日告示・7月29日投開票予定の山口県知事選挙に出馬を検討していると報じ、続いて同6月10日付けの読売新聞などが、複数の関係者に伝えられた情報として同様の内容を報じている。この報道に対して、本人は報道時点のTwitterでは「様々な方から出馬要請を頂いたのは事実ですが、現時点で立候補は白紙です」と語っていたが、6月13日に行われた大阪府市エネルギー戦略会議で「府市の中長期のエネルギー戦略についてなすべきことができた」と大阪府市の特別顧問の辞任を表明、6月17日にTwitter上で立候補を表明した。これに対して、特別顧問に任命した大阪市長の橋下徹や大阪府知事の松井一郎は、仮に飯田が知事選に出馬したとしても、自身が主催する政治団体である大阪維新の会としては選挙戦に関与できないとコメントしている。飯田は無党派層を中心に支持を集めたが、自由民主党・公明党の両党県連の推薦を受けた山本繁太郎に6万6807票差で敗れた。
2012年8月29日、大阪府と大阪市の特別顧問に復帰した一方で、9月30日に次期同県知事選挙での立候補も視野に入れて地域政治団体「みらい山口ネットワーク」の設立を発表し、特別顧問に就任した。しかし11月27日には嘉田由紀子滋賀県知事が「卒原発」を旗印に結成を表明した「日本未来の党」の代表代行に就任する。現役の滋賀県知事であり、現実には都心での国会活動ができない嘉田代表に代わり、国会において日本版「オリーブの木」構想を実現させる可能性に賭けて、自らの国政進出を表明する。しかし、知事選落選後、間もないうちに、新政党を立ち上げ、国政へ出馬しなければならない状況になったことで、一部の支持者の間に「なぜ国政に挑戦するのか」「小沢（一郎）氏と組んだのはなぜか」などと不信感が広まる結果となった。11月29日に日本未来の党の副代表に降格した後、12月1日、再度代表代行に就任。
2012年12月3日、第46回衆議院議員総選挙に山口県第1区から同党公認候補として立候補したが、対抗馬の高村正彦に10万票近い差をつけられ、重複立候補していた比例中国ブロックでの復活もかなわず落選した。得票率は17.6%だった。
選挙後、未来の党を離党し、政策アドバイザーとなる。「みらい山口ネットワーク」の特別顧問として、「草起塾」、「タウンミーティング」などの公開イベント活動を県内各地で展開する。
また、これまでの大型企業資本による「植民地型開発」による再生可能エネルギーの普及ではなく、地域住民の合意に基づき、地域住民が所有権を有し、地域経済に還元される形での再生可能エネルギーの普及、いわゆる「コミュニティパワー」に基づく「エネルギーシフト」の実現を提言し、福島県や山口県をはじめ全国各地での環境対策やエネルギー政策の支援活動も継続している。
2013年2月25日山口県宇部市ときわ公園湖水ホールにおいて、「コミュニティ・パワー会議2013」(ISEP主催)を開催し、デンマーク、カナダ、オーストラリアなど国内外から、「コミュニティーパワー」のキーパーソンとなったエネルギーシフトの先駆者を招いての国際シンポジウムも実現。
2013年3月14日には、衆議院議員会館において「地域エネルギーイニシアチブ（仮称）」の呼びかけ人として公開発起人集会を開催。
発起人には、デンマーク・サムソ島の自然エネルギーアカデミー代表ソーレン・ハンマーセン、アーティストの坂本龍一、慶応大学経済学部教授の金子勝をはじめ、「ご当地電力」など、地域主権のエネルギー社会を目指す各地のキーパーソンを発起人として、地域エネルギー主権とエネルギーの民主化のために連携し、協力し、さらにその動きを加速するためのネットワーク「地域エネルギーイニシアチブ（仮称）」の立ち上げを発表。（その後、名称は「コミュニティ・パワー・イニシアチブ」に正式決定される）。
第79回ピースボート地球一周航海の船上、2013年5月12日フランス（ル・アーブル）から16日スウェーデン（ストックホルム）間にて開催された世界各国の専門家やNGOを集めた「洋上脱原発世界会議」に、井戸川克隆・前双葉町長をはじめ、スウェーデン、フィンランド、フランスなど計7カ国12人と共に参加。洋上会議では、自然エネルギーと原発政策に関するヨーロッパと日本の動きを見つめ、欧州と日本における脱原発運動とエネルギーシフト運動の連帯を強化するとともに、福島の現状に対する国際的な理解を深め、健康と人権の観点から福島にとって必要な国際支援について議論。また、核廃棄物と核燃料サイクルの問題、核兵器廃絶と脱原発のつながりについても議論が交わされた。会議の最終日には、福島のすべての被災者に対する権利の保障を求める「フクシマ連携アピール」をとりまとめ、発表した。
2014年1月31日、2月1日、2月2日の3日間にわたって、自らが所長を務める環境エネルギー政策研究所主催で「コミュニティパワー国際会議2014 in 福島」を南相馬市、福島市、喜多方市と日々、福島県内を横断するように会場を移動しながら、開催。最終日、喜多方に於いて福島コミュニティパワー宣言が採択される。
東日本大震災・福島第一原発事故発生から3年目の2014年3月11日、前年立ち上げた「コミュニティパワーイニシアティブ」から発展した「全国ご当地エネルギー協会（ご当地電力ネットワーク）」（仮称）「みんなの電事連」（通称）発起人総会を開催する。発起人の一人である民俗学者・赤坂憲雄による「鎮魂の黙祷」に始まり、全国から参集した40名の民間電力会社経営者による「宣誓」が行われ、最後に佐藤彌右衛門会津電力代表取締役による「立ち上げ宣言」が行われた。

## 著書

### 単著
- 『北欧のエネルギーデモクラシー』新評論、2000年3月 ISBN 9784794804778
- 『原発がなくても電力は足りる!』宝島社、2011年8月 ISBN 9784796685597
- 『1億3000万人の自然エネルギー』講談社、2011年10月 ISBN 9784062173490
- 『エネルギー進化論: 「第4の革命」が日本を変える（ちくま新書）』筑摩書房、2011年12月 ISBN 9784480066435
- 『原発の終わり、これからの社会　エネルギー政策のイノベーション』学芸出版社、2011年12月 ISBN 9784761512972

### 共著・編著
- 飯田哲也編『自然エネルギー市場―新しいエネルギー社会のすがた』築地書館、2005年3月 ISBN 4806713031
- 飯田哲也、筒井信隆、田中優、吉田文和『日本版グリーン革命で経済・雇用を立て直す』洋泉社、2009年6月 ISBN 978-4862484024
- 寺島実郎、飯田哲也、NHK取材班『グリーン・ニューディール―環境投資は世界経済を救えるか』日本放送出版協会、2009年6月 ISBN 9784140882924
- 飯田哲也、鎌仲ひとみ『今こそ、エネルギーシフト――原発と自然エネルギーと私達の暮らし』岩波書店、2011年5月 ISBN 4002708101
- 飯田哲也、宮台真司『原発社会からの離脱――自然エネルギーと共同体自治にむけて』講談社、2011年6月 ISBN 978-4062881128
- 飯田哲也、佐藤栄佐久、河野太郎著『「原子力ムラ」を超えて―ポスト福島のエネルギー政策』NHK出版 NHKブックス、2011年7月 ISBN 9784140911815
- 飯田哲也監修、古賀茂明・大島堅一著『原発がなくても電力は足りる!―検証!電力不足キャンペーン5つのウソ』宝島社、2011年9月 ISBN 9784796685597
- 飯田哲也、安斎育郎、大島堅一、長谷川羽衣子著『原発ゼロ―私たちの選択 』かもがわ出版 2012年3月
- 飯田哲也、もんじゅ君著『もんじゅ君とみる! よむ! わかる! みんなの未来のエネルギー』河出書房新社 2012年7月 ISBN 9784309245959
- 飯田哲也・金子勝「メガ・リスク時代の「日本再生」戦略 ――「分散革命ニューディール」という希望 」（2020年９月17日、筑摩選書、214ページ）

### 翻訳
- ヨアン・S. ノルゴー、ベンテ・L. クリステンセン『エネルギーと私たちの社会―デンマークに学ぶ成熟社会』新評論、2002年4月 ISBN 4794805594

## 出演

### テレビ番組
- 朝まで生テレビ!（2012年 - 2017年、テレビ朝日）パネリスト

### 映画
- friends after 3.11 劇場版（2012年、監督：岩井俊二）
- 日本と原発 私たちは原発で幸せですか?（2014年、監督：河合弘之）
- 日本と原発 4年後（2015年、監督：河合弘之）
- 日本と再生 光と風のギガワット作戦（2015年、監督：河合弘之）　※企画、監修も担当